# Valeria dentro e fuori
Valeria dentro e fuori è un film del 1972, diretto da Brunello Rondi.

## Trama
Impossibilitata ad avere figli e incompresa dal marito, Valeria cade progressivamente preda di disturbi psichici che la portano a essere ricoverata in una clinica per malattie mentali. Nell'ospedale è sottoposta a cure invasive e le massicce dosi di psicofarmaci peggiorano la sua situazione. Il contatto con gli altri malati è insopportabile.
Valeria fugge e si concede a due camionisti di passaggio. Recuperata dalle forze di polizia è reintrodotta nella clinica. Il marito, nel frattempo si sta costruendo una nuova vita con una nuova compagna. Valeria, ghettizzata nella clinica, continua a sognare un futuro felice sognando il figlio che, forse, un giorno, riuscirà a concepire.

## Produzione
Il film fu prodotto da Paolo Prestano. La lavorazione durò quattro settimane da sei giorni. In quell'epoca il sabato a Roma era considerato lavorativo a tutti gli effetti. La clinica dove si svolge l'azione è la Clinica Villa Flavia, in via di Brava, 50 a Roma, mentre gli interni dell'appartamento di Valeria furono ricostruiti alla Dear Film, in via Nomentana, Teatri oggi esclusivamente utilizzati dalla RAI.
Consulente psichiatrico per il film fu il famoso criminologo e professore Aldo Semerari.

## Accoglienza

### Critica
FilmTv.it del film scrive: "La Bouchet cerca di recitare pur essendo quasi sempre nuda, Rondi cerca il film di denuncia tra le pieghe del basso erotico. Sul filo del trash."